# Stora Mjötjärnen
Stora Mjötjärnen är en sjö i Robertsfors kommun i Västerbotten och ingår i Rickleåns huvudavrinningsområde.